# Diskussionsverbot
Ein Diskussionsverbot (engl.: Gag Rule) soll verhindern, dass ein Thema in einem Entscheidungsgremium diskutiert wird, oder ein Fall, der mit diesem Thema in Verbindung steht, behandelt wird.

## Beispiele in der Politik
Am bekanntesten wurden solche Regeln aus der US-amerikanischen Politik, insbesondere als von 1836 bis 1844 im Repräsentantenhaus Diskussionen zur Sklaverei unterbunden werden sollten. John Quincy Adams umging das Verbot öfter.
Auch in der jüngeren Vergangenheit gab es in den Vereinigten Staaten Regelungen, die diesen Namen erhielten. 2001 erließ George Bush die „Mexico City Policy“, die von ihren Gegnern auch den Beinamen Global Gag Rule erhielt. Ebenso werden Passagen des Patriot Acts mit diesem Term kritisiert.
Auch im deutschsprachigen Raum kommen Geschäftsordnungen bzw. Regelungen vor, die von der Gegenpartei als Diskussionsverbot bezeichnet werden.